# Garou: Mark of the Wolves
Garou: Mark of the Wolves (餓狼 MARK OF THE WOLVES?) è un videogioco arcade di genere picchiaduro del 1999 sviluppato e pubblicato da SNK, originariamente per Neo Geo e poi come Fatal Fury: Mark of the Wolves per Dreamcast. È il sesto capitolo principale della serie Fatal Fury. Sebbene uscito un anno dopo Real Bout Fatal Fury 2: The Newcomers (1998), il titolo è canonicamente un sequel di Real Bout Fatal Fury (1995), ambientato un decennio dopo gli eventi di quel gioco. Dieci anni dopo che il combattente Terry Bogard uccide il signore del crimine Geese Howard nella competizione King of Fighters, lui e il suo figlio adottivo, Rock Howard, partecipano a un torneo di South Town noto come Maximum Mayhem per scoprire l'eredità di Howard. Il gioco presenta quattordici personaggi, tutti nuovi, ad eccezione di Terry. In quanto picchiaduro, esso impiega due meccaniche innovative: la prima, nota come T.O.P. (Tactical Offensive Position), che fornisce ai giocatori attacchi potenti quando la loro salute si trova entro un certo intervallo (scelto dal giocatore prima dell'inizio della partita), e la seconda, nota come Just Defend, che offre ai giocatori vari vantaggi se bloccano gli attacchi in momenti precisi.
Questo gioco è stato progettato come una revisione della serie Fatal Fury, poiché l'organizzatore dell'evento Yasuyuki Oda ha ritenuto il franchise obsoleto rispetto alla IP di SNK The King of Fighters. Per rifare la serie, è stato creato il nuovo protagonista Rock Howard, che ha servito da base per il restyling di Terry e degli altri dodici personaggi, due dei quali sono anche boss. Yasuyuki Oda e Nobuyuki Kuroki sono stati i principali illustratori e character designer. Il sistema di combattimento è stato creato per essere accessibile anche ai nuovi arrivati.
Garou: Mark of the Wolves è diventato uno dei picchiaduro più famosi di SNK di tutti i tempi grazie al suo nuovo motore di combattimento e al nuovo cast, che ha attratto sia i nuovi arrivati che i giocatori di ritorno. Spesso paragonato all'acclamato Street Fighter III di Capcom per via del nuovo cast e della nuova grafica, esso è apparso frequentemente nelle classifiche dei migliori picchiaduro della compagnia. Con un finale a sorpresa, la narrazione del gioco è stata brevemente esplorata in KOF: Maximum Impact e in altri giochi KOF, sebbene non fossero previsti sequel dopo due anni di sviluppo. Infine, SNK ha annunciato il sequel Fatal Fury: City of the Wolves, uscito nel 2025.

## Trama
Dieci anni dopo la morte del boss mafioso Geese Howard, South Town è rimasta in pace mentre Terry Bogard continua a crescere il figlio di Geese, Rock Howard. I due ricevono improvvisamente un invito personale a partecipare a un nuovo torneo di King of Fighters, il primo dopo la morte di Geese, soprannominato "King of Fighters: Maximum Mayhem". Dopo aver letto nell'invito che il presentatore ha anche informazioni sulla defunta madre di Rock, Marie, si recano nella vicina città di Second Southtown per partecipare al torneo, così come molti altri lottatori, molti dei quali hanno legami con i partecipanti dei tornei precedenti.

## Modalità di gioco
Il gameplay di Garou: Mark of the Wolves è basato su un singolo piano di movimento bidimensionale, rimuovendo il sistema "lane" dei precedenti giochi di Fatal Fury, che consentiva ai personaggi di muoversi tra il primo piano e lo sfondo. Il titolo introduce una nuova meccanica chiamata "Tactical Offense Position" (T.O.P.), indicata da un'area evidenziata sugli indicatori di vita dei lottatori. Quando l'indicatore raggiunge quest'area, il personaggio entra in modalità T.O.P., garantendo al personaggio del giocatore la possibilità di usare un attacco apposito, un recupero di vita graduale e un danno da attacco aumentato; il giocatore può impostare quale parte della propria barra di vita attiva la modalità T.O.P. prima dell'inizio della partita. Inoltre introduce il sistema "Just Defend", che premia il giocatore che blocca con successo un attacco all'ultimo momento con una piccola quantità di recupero di salute e la possibilità di contrattaccare immediatamente dopo lo stordimento da blocco.
Similmente ai titoli precedenti, al giocatore viene assegnato un grado di combattimento dopo ogni round. Se il giocatore riesce a vincere tutti i round della modalità "Arcade" con almeno un grado "AAA", affronterà il boss Kain R. Heinlein, che sbloccherà un finale dopo la sua sconfitta. Se i requisiti non vengono soddisfatti, Grant sarà il boss finale e non ci saranno finali speciali. Inoltre, nella suddetta modalità, prima di affrontare Grant, il giocatore affronterà un boss intermedio che può essere qualsiasi personaggio del cast a seconda del personaggio utilizzato.
Oltre alla modalità "Story", le versioni console del gioco includono una seconda modalità per giocatore singolo, "Survival", in cui egli deve sconfiggere il maggior numero possibile di avversari recuperando solo una quantità limitata di salute dopo ogni battaglia. Completando ogni modalità con personaggi diversi, il giocatore sbloccherà nuovi contenuti in una galleria di gioco, come ritratti dei personaggi e illustrazioni promozionali.

## Personaggi

### Utilizzabili
- Bonne Jenet – Leader di una banda di pirati conosciuta come i "Lilien Knights". Partecipa al torneo King of Fighters per trovare l'occasione perfetta di rubare tutti gli oggetti preziosi di Kain dal suo palazzo.
- Freeman – Freeman è un serial killer inglese temuto per il suo piacere nell'uccidere le vittime con le sue mani affilate come rasoi. Partecipa al torneo King of Fighters senza un apparente motivo, se non forse per mietere nuove vittime, ma è costantemente pedinato da Kevin Rian.
- Gato Futaba – Gato è un praticante delle arti marziali che ammirava molto suo padre, nonché maestro, fino a quando non lo vide uccidere la madre. Da allora ha cominciato una vita da eremita allenandosi costantemente per vendicarsi del padre. Si ritiene che Hotaru sia sua sorella.
- Griffon Mask – Conosciuto anche come Tizoc è un leggendario lottatore di wrestling chiamato così per la sua maschera di grifone. All'apice della sua carriera era un wrestler adorato dai bambini, ma il successo giungerà al crollo dopo la sconfitta ad opera di un uomo misterioso. In cerca di vendetta e pieno d'orgoglio, partecipa al torneo per trovare quell'uomo e prendersi la rivincita.
- Hokutomaru – Hokutomaru è l'unico allievo di Andy Bogard dopo che lui si ritirò ufficialmente dalla scena. Viene mandato a Second Southtown per partecipare al torneo come test dato dal maestro anche se, essendo nato fuori dalla civiltà, non è abituato alla vita in città, tant'è che il suo stage è un incidente stradale causato da lui stesso.
- Hotaru Futaba – Hotaru è una ragazza di giovane età cui venne insegnato dal padre lo stile Juu-kei, una variante meno potente del Kenpō. Tuttavia la sua famiglia viene completamente disgregata con la morte della madre e la scomparsa del padre e del fratello, che si mormora stia partecipando al torneo King of Fighters a Second Southdown. È probabile che suo fratello sia Gato.
- Kevin Rian – Kevin è un membro delle forze S.W.A.T. di Second Southtown, inizialmente incaricato assieme a un partner di investigare una serie di omicidi commessi da un serial killer. Dopo aver trovato il suo partner e amico morto in un vicolo, Kevin comincia a prendersi cura del figlio Marky e a cercare l'assassino e responsabile delle uccisioni.
- Kim Dong Hwan – Figlio di Kim Kaphwan ma, al contrario di suo fratello Kim Jae Hoon, è un praticante di taekwondo che preferisce lottare con uno stile tutto suo, basato sull'elettricità, a differenza di quello del padre basato sul fuoco. Ha una personalità arrogante e scansafatiche e preferisce saltare gli allenamenti, ma nonostante tutto rispetta suo padre.
- Kim Jae Hoon – Figlio di Kim Kaphwan, è colui che ricalca di più suo padre al contrario del fratello Kim Dong Hwan. Infatti usa alcune delle stesse mosse infuocate di Kaphwan ed è diligente, carismatico e con un grande senso di giustizia proprio come lui.
- Marco Rodriguez – Conosciuto anche come Khushnood Butt è un allievo di Ryo Sakazaki (della serie Art of Fighting), che dopo essere diventato cintura nera ritorna in Brasile per aprire un dojo dello stile Kyokugenryu. Ritorna a Second Southtown per partecipare al torneo e dimostrare la potenza del suo stile di combattimento.
- Rock Howard – Figlio di Geese Howard, Rock visse la propria infanzia in maniera modesta fino a quando sua madre non si ammalò, e ritiene suo padre il responsabile della sua morte per via del rifiuto di quest'ultimo di aiutarla. Dopo aver incontrato Terry Bogard e ingaggiato contro di lui un feroce scontro, viene messo sotto l'ala protettrice di colui che sarebbe diventato suo maestro. In questo modo Rock ha un arsenale unico di mosse combinate tra quelle di Terry e di suo padre Geese.
- Terry Bogard – Protagonista assoluto di Fatal Fury. Dopo aver sconfitto Geese Howard e aver fatto la conoscenza di Rock, Terry cominciò a girare per il mondo assieme al suo allievo; fino a quando non ritorna a Second Southtown per partecipare al nuovo torneo di King of Fighters.

### Boss
- Grant – Abel Cameron ha dedicato la sua vita a proteggere Kain e sua sorella Marie Heinlein fino a quando Marie non se ne andò lasciando solo Kain. Grazie alla potenza di Abel, Kain raggiunse il potere e il primo decise di fare un patto con un demone per acquisire i poteri devastanti del Karate Oscuro. Da lì assunse il nome di Grant. Prende qualsiasi battaglia come se fosse l'ultima poiché, per proteggere il suo superiore da un sicario, ha subito un colpo di pistola vicino al cuore che potrebbe finirgli la vita da un momento all'altro.
- Kain Roger Heinlein – Cognato di Geese Howard, dopo la morte di sua sorella per una delusione d'amore, Kain visse l'infanzia nelle strade fino a diventare un pericoloso lottatore di strada. Con l'eredità del defunto Geese ora sua, Kain scala la piramide sociale fino a diventare così influente da voler decretare Second Southtown una città-stato, che egli controlla mediante la violenza. Per far questo ha inaugurato il torneo King of Fighters, per attirare Rock Howard e svariati combattenti.

## Accoglienza
In Giappone, la rivista Game Machine elencò Garou: Mark of the Wolves nel numero del 1º gennaio 2000 come l'unità arcade di maggior successo del mese.
La risposta della critica al titolo è stata positiva. GameSpot lo ha definito uno degli ultimi grandi giochi Neo Geo di SNK, nonché uno degli ultimi grandi giochi per Dreamcast in assoluto. Meristation ha affermato che il gioco ha innovato il motore di combattimento di Fatal Fury, con sia T.O.P. che Just Defense che si sono distinti come buone caratteristiche nella recensione. Destructoid ha definito Garou "uno dei più grandi giochi di tutti i tempi" e lo ha definito "essenzialmente un gioco di combattimento impeccabile", lodandone le animazioni degli sprite, la colonna sonora, i livelli dettagliati, le meccaniche di combattimento e il cast simpatico. I paragoni con Street Fighter III erano comuni: GameRevolution ha osservato come entrambi i giochi fossero simili in quanto entrambi avevano sprite ridisegnati, nuove meccaniche di combattimento e presentavano cast di personaggi quasi completamente nuovi, oltre a paragonare il sistema Just Defense al sistema di parata del titolo Capcom. Hanno anche elogiato le animazioni dei personaggi, la colonna sonora, i controlli precisi e la profondità. 3DJuegos lo ha definito lo Street Fighter III di SNK a causa del cast in gran parte nuovo e delle nuove meccaniche di gioco, nonché uno dei migliori giochi di combattimento mai creati dalla software house giapponese. IGN ha anche confrontato lo stile di gioco con Street Fighter II: The World Warrior, ma ha lamentato il pessimo netcode. Vidaextra ha trovato il comando Just Defended simile ai Parries di Street Fighter III, poiché entrambi possono offrire al giocatore metodi difensivi strategici per vincere i propri combattimenti.
Nella sua recensione del porting per Dreamcast, IGN ha elogiato la profondità delle meccaniche di gioco di Garou, come il sistema T.O.P. e Just Defense, così come le animazioni dei personaggi e gli effetti speciali. Hanno affermato che, sebbene gli sprite dei personaggi non fossero dettagliati come quelli di Guilty Gear X, le loro animazioni erano tra le migliori mai viste in un picchiaduro 2D. Hanno anche fatto un paragone con un altro picchiaduro contemporaneo, Marvel vs. Capcom 2: New Age of Heroes, elogiando l'impatto visivo degli effetti speciali durante il combattimento. Tuttavia, hanno criticato il gioco per il bilanciamento dei personaggi, sostenendo che alcuni fossero leggermente migliori di altri, oltre a criticare i livelli, che hanno definito "un po' semplici", e la mancanza di modalità e longevità all'interno del gioco. Hanno affermato che il gioco mancava di modalità che potessero attrarre il giocatore medio, come la modalità World Tour di Street Fighter Alpha 3. Nonostante queste critiche, IGN ha affermato che il gioco era comunque "sicuramente un acquisto degno".